# Merlin Bauer
Merlin Bauer (* 1. September 1974 in Graz) ist ein österreichischer Aktions- und Konzeptkünstler.
Bauers bildnerisches Werk konzentriert sich auf Fotoarbeiten, Objekte, Installationen und Interventionen im öffentlichen Raum. Schwerpunkte legt der Künstler auf die Themen Architektur, Stadtplanung, Vergänglichkeit, An- und Abwesenheit, kulturelle Identitätsbildung des einzelnen Bürgers und auch deren Verlust, und, nicht zuletzt, auf den Umgang von Behörden und Entscheidungsträgern mit der ihnen anvertrauten Stadt.
Für die künstlerische Bearbeitung derart komplexer Themen arbeitet Bauer von Anbeginn eng mit unterschiedlichen Partnern zusammen.

## Leben und Werk
Nach der Mittleren Reife und einer Ausbildung zum Schreiner arbeitete Bauer von 1993 bis 1995 als Programmverantwortlicher des Ulmer Jazzkeller Sauschdall. 1995 war er Mitbegründer des Jazzkartell-Festivals Ulm sowie des Radiosenders Radio freeFM im Stadthaus Ulm, bei dem er innerhalb von drei Jahren zwei Radiosendungen moderierte: die Schnittstelle der Sensationen – die Reality Radio Show und die Live-Radio-Show Echtzeitkochen. Während dieser Zeit gründete Bauer auch die gruppe taktischklug (1997–2001) und leitete deren Interventions- und Performanceprojekt lokal banal (1997/98). Gleichzeitig war er an der Entwicklung der Veranstaltungsreihe UG Ulm im Stadthaus Ulm beteiligt, die nach dem Rücktritt des damaligen Stadthausdirektors nicht mehr realisiert wurde, und übernahm die Projektleitung für das Musik- und Medienkunstfestival wienernacht in Zusammenarbeit mit der Hochschule für Angewandte Kunst Wien und dem Internationalen Donaufestival Ulm.
Neben weiteren Radioprojekten für verschiedene öffentlich-rechtliche Sendeanstalten (ORF, SWR, BR, SRG-DRS) wirkte Bauer maßgeblich an der Internetradio-Plattform „Radionetzwerk“ (in Zusammenarbeit mit dem BR) und dem Radiosender radio01.net (mit der „gruppe taktischklug“ u. a. Partnern) mit und konzipierte das Jugendmagazin Puls für die Südwest Presse Ulm.
Im Jahr 2002, mittlerweile in Köln ansässig, dehnte Bauer mit der Veranstaltungsreihe Unter dem Pflaster der Strand – Momentane Orte und der dazugehörigen Strandbox – einem „Eisverkäufer“-Fahrrad mit rot-weißen Kühl-Anhänger samt Sonnenschirm –, sein Arbeitsfeld aus: Bei den bislang über 90 Veranstaltungen mit verschiedenen Partnern (u. a. Marcus Schmickler, Norbert Arns, Christopher Dell, Büro BeL, Anja Dorn, Rocko Schamoni, April, DJ Hell) spielte zwar auch ein (UKW-)Piratensender eine Rolle, doch gewann die bildnerische Komponente der Bauerschen Interventionen, Performances und exemplarischen Bespielungen des öffentlichen Raums immer mehr an Bedeutung. Die Strandbox, ein weithin sichtbares Gefährt mit einem Anhänger in rot-weißem Dekor, das einem Tapetenbuch von Le Corbusier entlehnt wurde, bot anlässlich aktueller Themen Gästen und vorübergehenden Neugierigen Anlass für ein geselliges Beisammensein im städtischen Raum.
Der Abriss des Kölner Josef-Haubrich-Forums am Neumarkt im Herbst 2002 und der drohende Abriss des Kölner Opernensembles samt Schauspielhaus, einer Ikone der Nachkriegsarchitektur von Wilhelm Riphahn, führten Bauer zu seinem Projekt Liebe deine Stadt. Ein 26 Meter breiter und 4 Meter hoher signalroter Schriftzug, von Anbeginn eines der viel fotografierten und gefilmten Kölner Wahrzeichen war zum Auftakt des Projektes auf dem Kölner Rheinpavillon installiert und fand einige Zeit später hoch über der Nord-Süd-Fahrt, in unmittelbarer Nähe des Opernensembles, seinen Platz. Ein Foto diente im Schauspielhaus als Bühnenbild für das Stück Kölner Affären.
Mit Liebe deine Stadt ehrte Merlin Bauer über mehrere Jahre hinweg exemplarische Bauten der Kölner Nachkriegsarchitektur und brachte sie damit zurück ins kollektive Gedächtnis: Er schmückte sie, eines nach dem anderen, im Rahmen eines Festaktes mit einer überdimensionalen Wander-Preisschleife und gewann für die Feierlichkeiten Laudatoren aus den unterschiedlichsten Disziplinen. Die Ehrung wanderte so von Gebäude zu Gebäude. Eine Preisschleife am Amerika Haus, dem zuletzt geehrten Gebäude, wurde bei den Umbauarbeiten entsorgt. Eine weitere befand sich am Hotel am Augustinerplatz (mit Parkhaus). Die Preisschleife sowie die Laudationes sollten die Augen für die Besonderheiten der zumeist jahrelang vernachlässigten Architektur öffnen.
Ein weiteres Werk Bauers, entstanden in Zusammenarbeit mit den Künstlern Manu Burghardt und Owen Gump, war  ein „Protestwagen“ unter dem Motto: „Ihr seid Künstler und wir nicht!“, welcher Bestandteil des Kölner Rosenmontagszug von 2010 war.
Merlin Bauer lebt und arbeitet in Köln.

## Arbeiten im öffentlichen Raum

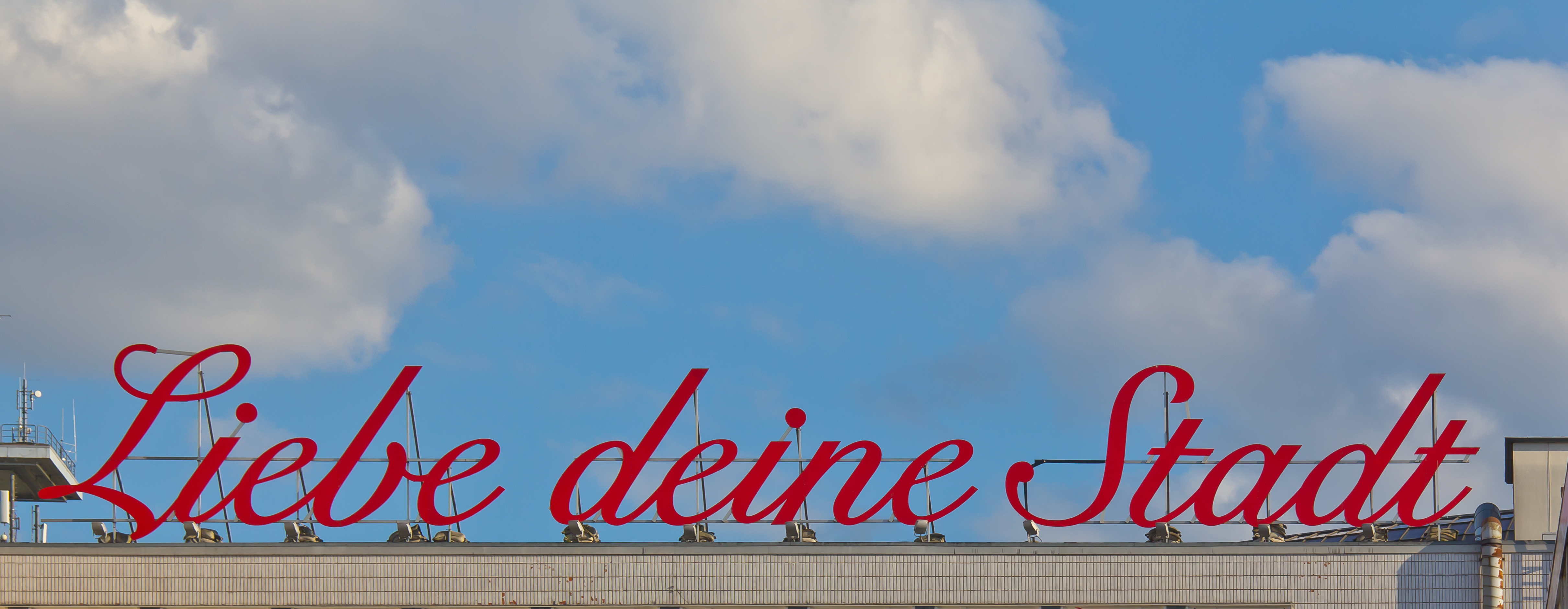
Liebe deine Stadt-Schriftzug über der Kölner Nord-Süd-Fahrt

- 2008 Liebe deine Stadt-Schriftzug und Feuilleton, 15. April 2008 im Spanischen Bau des Kölner Rathauses
- 2007 Großer Liebe deine Stadt-Schriftzug über der Kölner Nord-Süd-Fahrt, zu sehen vom Offenbachplatz aus.
- 2005 Liebe deine Stadt-Preisschleife am Hotel am Augustinerplatz, Parkhaus mit Hotel, Hohe Straße/Augustinerstr., Köln

## Ausstellungen, Ausstellungsbeteiligungen, Interventionen
- Ihr seid Künstler und wir nicht!, Rosenmontagswagen in Zusammenarbeit mit Manu Burghardt und Owen Gump, Kölner Rosenmontagszug 2010
- Kunsthallen-Kiosk, Art Cologne, Köln, 2009
- Feuilleton, 15. April 2008, Art Cologne, Köln, 2008
- Liebe deine Stadt-Preisschleife am Amerikahaus, Köln, Festrede von Michael Zinganel, 4. Dezember 2007|
- Liebe deine Stadt-Preisschleife am Kölner Parkcafé, Festreden von Aleida Assmann und Jan Assmann, 5. November 2007
- Liebe deine Stadt-Preisschleife am Fernmeldehaus Köln, Festreden von Thomas Sieverts und Boris Sieverts, 3. Oktober 2007
- Liebe deine Stadt-Preisschleife an Neu St. Alban, Köln, Festreden von Friedrich Kurrent und Gottfried Böhm, 28. September 2007
- Liebe deine Stadt-Preisschleife am Landeshaus, Köln-Deutz, Festrede von Walter Prigge, 26. Juli 2007
- Einweihung des großen Liebe deine Stadt-Schriftzuges über der Nord-Südfahrt, Köln, Festrede von Friedrich Wolfram Heubach, 11. Mai 2007
- Art Cologne, Köln, 2007
- Liebe deine Stadt-Preisschleife am Kölner Opernhaus, Festreden von Hiltrud Kier und Peter Zumthor, 22. September 2006
- Entry 2006, Ausstellungsbeitrag mit Liebe deine Stadt, Essen
- Art Cologne, Köln, 2006
- Zu Hause, Installation im Rahmen von Liebe deine Stadt, Art Cologne, Köln, 2005
- Liebe deine Stadt-Preisschleife am Haus Wefers, Festrede von Martin Struck, Köln, 25. September 2005
- Liebe deine Stadt-Preisschleife am Afri-Cola-Haus, Festrede von Bazon Brock, Köln, 31. August 2005
- Alexander Markschies, Liebe deine Stadt-Preisschleife am Parkhaus mit Hotel, Augustinerstraße, Köln, 15. Juli 2005
- Einweihung des großen Liebe deine Stadt-Schriftzuges am Panoramapavillon der Köln-Messe, Köln, Festrede von Hans Schilling, 13. Mai 2005
- Gruppenausstellung der Stipendiaten des Kölnischen Kunstvereins und der Imhoff Stiftung, Kölnischer Kunstverein, Januar 2005
- Du bist die Stadt, Platten-/Film-Präsentation im Deutz-Kalker-Bad, Co-Produktion mit der Art Cologne und galerienkoeln, Köln, November 2003
- „Messe in der Galerie“, Beitrag zur Gruppenausstellung mit der Strandbox, Galerie Christian Nagel, Köln, November 2003
- „Radical Architecture III: Processing Uncertainty“, Museum für Angewandte Kunst Köln, Beitrag zur Gruppenausstellung mit der Strandbox, September 2003
- Premiere der Filmdokumentation zu Unter dem Pflaster der Strand – Momentane Orte, eine Co-Produktion mit der Art Cologne und galerienkoeln, Hotel Crowne Plaza, Köln, November 2002

## Preise und Auszeichnungen
- 2006–2007  Stipendium der Kunststiftung NRW
- 2004–2008  Arbeitsraumstipendium des Kölnischen Kunstvereins und der Imhoff Stiftung
- 2003       Kölner Architekturpreis KAP 2003 für Unter dem Pflaster der Strand – Momentane Orte